# Museo di casa Giusti
Il Museo Nazionale di Casa Giusti si trova nel viale Martini a Monsummano Terme. È la casa-museo dove abitò il poeta Giuseppe Giusti. 
Dal dicembre 2014 il Ministero per i beni e le attività culturali lo gestisce tramite il Polo museale della Toscana, nel dicembre 2019 divenuto Direzione regionale Musei.

## Storia e descrizione
La casa della famiglia Giusti, presente sul territorio di Monsummano già nel Seicento, fu ampliata e abbellita fra il 1791 ed il 1793, per volontà di Giuseppe di Alessandro Giusti, nonno del poeta, ministro ed amico del granduca di Toscana Pietro Leopoldo. Giuseppe Giusti vi nacque il 12 maggio 1809. Il padre Domenico, agiato proprietario terriero, fu cassiere e poi amministratore delle terme di Montecatini dal 1818 al 1861; tra i suoi possedimenti di Monsummano fu scoperta una grotta, nel maggio 1849, poi divenuta stabilimento termale di fama internazionale proprio grazie a Domenico, nota ancora col nome di grotta Giusti. Giuseppe si laureò in giurisprudenza a Pisa nel 1834, ma non esercitò mai la professione di avvocato. Visse fra Montecatini, Pescia e Firenze dove si legò di amicizia con Gino Capponi e Giovan Pietro Vieusseux, fu amico anche di Alessandro Manzoni. Ha lasciato versi che testimoniano la sua vena satirica e che stigmatizzano i costumi della sua epoca.
La casa natale del poeta fu acquistata dallo Stato nel 1972 ed è divenuta nel 1992 museo nazionale. Al primo piano si trovano arredi e oggetti inseriti in un complesso decorativo tale da far rivivere il clima romantico della prima metà dell'Ottocento, con opere d'arte d'epoca fra cui un ritratto del Poeta opera di Giuseppe Bezzuoli. Gli arredi ed i mobili in parte appartenevano alla stessa famiglia Giusti ed in parte provengono dai depositi della Soprintendenza.
Il secondo piano ospita, poi, una sezione documentaria di particolare ampiezza relativa all'opera e alla figura del poeta. Infine l'ala novecentesca dell'edificio è provvista di una sala conferenze modernamente attrezzata. Notevole ed assai suggestiva è la stanza della poesia recentemente inaugurata; in essa il visitatore può compiere un viaggio virtuale, estremamente coinvolgente, nella più significativa produzione poetica del Secolo scorso.
Diverse sono le attività che tengono in vita il Museo tra le quali incontri mensili di letteratura e storia con l'associazione degli Amici di Casa Giusti e iniziative che riguardano le feste tradizionali ed antiche del territorio e la conservazione dei cibi nella cantina e nell'epoca del Giusti. È prevista la costruzione di un ascensore per l'abbattimento delle barriere architettoniche.